# قزحة
القزحة هو معجون أو عجين أسود اللون يستخلص من بذور نبتة حبة البركة بطريقة تشبه استخلاص الطحينة من السمسم. تشتهر مدينة نابلس باستخلاصه. يمكن أن يؤكل هذا العجين على حاله أو مع الطحينة، أو أن يطبخ كمخبوزات أو يمكن أن يطبخ كفطيرة كما هو الحال في المطبخ الفلسطيني، طعمها مر مع مذاق حلو بشكل طفيف ، وقوام العجين يشبه قوام الطحينة. يمكن أن يؤكل غمساً وله استعمالات طبية مهمة كما هو الحال مع نبتة حبة البركة.

## الإنتاج
يتم نقع البذور في الماء المالح لطيلة ليلة واحدة ومن ثم تحمص في الفرن، وبعدها تبعثر على الصخور لتنشف في وجه الشمس، وأخيرا، يتم طحنها لصنع معجون القزحة.
تعتبر بعض المصادر أن مدينة نابلس ومدينة جنين هما أفضل مصدر لقزحة من الجودة العالية.